# Vocal semitancada posterior no arrodonida
La vocal semitancada és utilitzada en algunes llengües. El seu símbol a l'alfabet fonètic internacional és [ɤ] i el seu equivalent en símbols SAMPA és 7. No pot ser confosa amb la lletra grega gamma, que és utilitzada per representar altre so. El seu grau d'obertura és semitancada, que significa que la llengua és posicionada enmig de la cavitat bucal. És una vocal no arrodonida perquè els llavis no són arrodonits.

## Ocuarrència
| Llengua            | Llengua                | Paraula      | IPA            | Significat      | Notes |
| ------------------ | ---------------------- | ------------ | -------------- | --------------- | --- |
| Alekano            | Alekano                | gamó         | [ɣɑmɤʔ]        | 'cogombre'      | |
| Xinès              | Mandarí                | 喝/hē        | [xɤ˥] (?·pàg.) | 'beure'         | Vegeu fonologia del xinès estàndard |
| Xinès              | Taiwanès meridional    | 蚵/ô         | [ɤ˧]           | 'ostra'         | |
| Anglès             | Dialecte de Cape Flats | foot         | [fɤt]          | 'peu'           | Possible realització de /ʊ/; podria ser [u] o [ʉ]. Vegeu fonologia de l'anglès sud-africà                                                  |
| Anglès             | Hindú sud-africà       | foot         | [fɤt]          | 'peu'           | Possible realització de /ʊ/; pot ser un dèbilment arrodonit [ʊ]. Vegeu fonologia de l'anglès sud-africà                                    |
| Anglès             | Pronunciació rebuda    | long ago     | [lɒŋ ɤ̟ˈɡəʊ̯]    | 'fa molt temps' | Quasiposterior. Possible al·lòfon de /ə/ entre consonants velars. Vegeu Fonologia de l'anglès                                              |
| Anglès             | Blanc sud-africà       | pill         | [pʰɤ̟ɫ]         | 'píndola'       | Quasiposterior. Al·lòfon de /ɪ/ entre l'al·lòfon velaritzat de /l/. També descrita com a [ɯ̟] tancada. See Fonologia de l'anglès sud-africà |
| Gaèlic irlandès    | Ulster                 | Uladh        | [ɤ̟l̪ˠu]         | 'Ulster'        | Quasiposterior. Vegeu Fonologia de l'irlandès                                                                                              |
| Kaingang           | Kaingang               | [ˈᵐbɤ]       | [ˈᵐbɤ]         | 'cua'           | Diverses entre [ɤ] posterior i [ɘ] central                                                                                                 |
| Coreà              | Dialecte de Gyeongsang | 거기/geogi   | [ˈkɤ̘ɡɪ]        | 'allí'          | See Fonologia del coreà |
| Tiwa septentrional | Dialecte Taos          | [ˌmã̀ˑˈpɤ̄u̯mã̄] | [ˌmã̀ˑˈpɤ̄u̯mã̄]   | 'Fou sacsejat'  | Podria ser [ɘ] central. Vegeu Fonologia del taos                                                                                           |
| Önge               | Önge                   | önge         | [ˈɤŋe]         | 'home'          | |
| Gaèlic escocès     | Gaèlic escocès         | doirbh       | [d̪̊ɤrʲɤv]       | 'difícil'       | Vegeu Fonologia del gaèlic escocès |
| Sondanès           | Sondanès               | ieu          | [iɤ]           | 'això'          | |
| Thai               | Thai                   | เธอ/thoe     | [tʰɤ̟ː]         | 'tu'            | Quasi posterior |
| Xumi               | Alt                    | [Htsɤ]       | [Htsɤ]         | 'corona de cap' | Realització ocasional de /o/. |